# Ico Migliore
 Premio Compasso d'oro  nel 2014
Lodovico Migliore, meglio conosciuto col soprannome Ico (Torino, 27 dicembre 1956), è un ex hockeista su ghiaccio, dirigente sportivo e designer italiano.

## Biografia
Ico Migliore si laurea in architettura al Politecnico di Torino con Achille Castiglioni e inizia a lavorare al suo fianco al Politecnico di Milano dove rimane a vivere e sviluppa la sua attività professionale. 
Come sportivo inizia a giocare a Hockey su ghiaccio a Torino. Successivamente, nella massima divisione nazionale, veste la maglia del Valpellice, per poi giocare tre stagioni a Bolzano e tre a Varese. Dal 1985 si trasferisce a Milano dove dal 1986 veste la maglia del Milano Saima, come capitano fino al 1990.

### Attività sportiva
Migliore ha giocato nella massima serie con le maglie dell'HC Bolzano (1978-1980 e 1982-1983), dell'HC Valpellice (1981-1982), dei Mastini Varese (1983-86) e dell'HC Milano Saima (1988-1990), a cui si aggiungono due stagioni in B, sempre col Milano Saima (1986-88). Migliore ha vestito la maglia di capitano con i Mastini Varese e con HC Milano Saima.
Ha vinto due scudetti A1, entrambi col Bolzano (1978-79 e 1982-83) ed ha ottenuto due promozioni con il HC Valpellice e il HC Milano Saima.
Ha a lungo vestito la maglia della nazionale italiana (esordio con gol il 20 febbraio 1978 in un'amichevole persa 8-3 a Lugano contro la Svizzera B), disputando un'Olimpiade (Sarajevo 1984) e quattro mondiali (uno di gruppo A, 1983, e tre di gruppo B, 1985, 1986 e 1987) per cui ha vinto la Medaglia di Bronzo (1985) e una Medaglia d'Argento (1986). Nel mondiale a Canazei Migliore veste la maglia di capitano. È medaglia di bronzo al valore sportivo conferita dal Comitato olimpico nazionale italiano.

### Dirigente sportivo

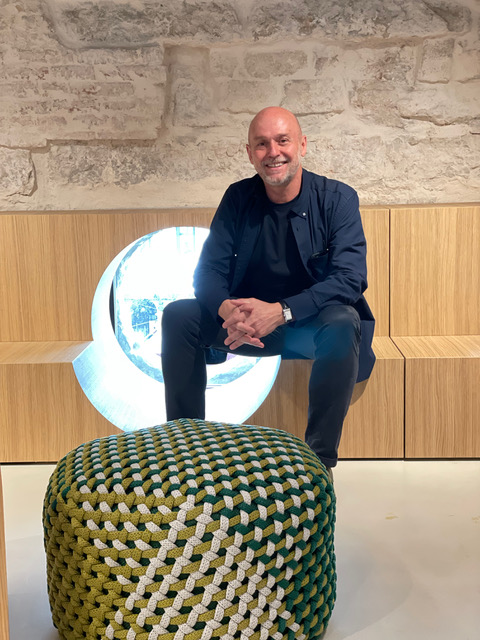

Dopo essersi ritirato, Migliore è diventato un dirigente. Dapprima ha operato con il HC Milano Saima, fino allo scioglimento nel 1998, ha poi proseguito l'attività all'interno del sodalizio provvisorio tra Milano Vipers e Cortina denominato SG Cortina-Milano, e quindi nei Milano Vipers stessi, nel ruolo di vice presidente, direttore generale e responsabile tecnico, per dieci anni. Con i Milano Vipers ha vinto, da dirigente, 5 scudetti consecutivi, 3 Coppe Italia e 3 Supercoppe italiane, oltre a una medaglia d'argento in Continental Cup nel 2002.
Dopo lo scioglimento della squadra da parte del presidente Alvise di Canossa, Migliore e Tiziano Terragni hanno dato vita all'Hockey Milano Rossoblu, che ha raccolto l'eredità dei Vipers ripartendo dalla serie A2, per ottenere la promozione nel 2012 e ritornare di nuovo nella massima divisione dalla stagione 2012-2013 ad oggi. Nel 2012 è insignito con la Rosa Camuna dalla Regione Lombardia per l'impegno nella diffusione dello sport, mentre nel 2014 ritira in qualità di presidente per l'Hockey Milano Rosso Blu l'assegnazione dell‘Attestato di Benemerenza Civica - Ambrogino d’Oro’ da parte del Comune di Milano.
Ha mantenuto la carica di presidente fino al luglio del 2016, quando gli è subentrato Fabio Cambiaghi. Migliore è comunque rimasto nel consiglio di amministrazione con delega ai progetti internazionali.

### Architetto e designer
Nel 1997 fonda a Milano con Mara Servetto, sua socia e compagna, lo studio Migliore + Servetto, specializzato in progetti museali, allestimenti temporanei, interior e urban design e progetti di comunicazione. Dalla piccola alla grande scala, i suoi progetti sono caratterizzati da una costante ricerca nell’uso della luce e delle nuove tecnologie, nell’ottica di una nuova sostenibilità culturale.
Ha ricevuto numerosi premi e riconoscimenti internazionali, quali il XXI (2008), XXIII (2014) e XXV (2018) Compasso d’Oro ADI (Ita), cinque Menzioni d'onore ADI Compasso d’Oro (Ita), tredici Red Dot Design Award (Ger), due German Design Award (Ger), tre FX Interior Design Award (UK), l'Annual Exhibit Design Award (Usa), due International Design Award (Usa), l'ASAL Exhibition Design of the Year (Ita) e CNAPPC Best project of the Year 2018 (Ita)..
Nel 2010, i suoi progetti sono stati inclusi all'interno della voce enciclopedica “Allestire oggi – Progetti paradigmatici”, scritta da Italo Lupi e Beppe Finessi per l'Enciclopedia Treccani del XXI Secolo, nella sezione dedicata allo spazio e alle arti.
Per la sua esperienza nel campo dell'exhibition design, è stato selezionato come uno dei nove membri della giuria che ha nominato i vincitori dei premi per i Partecipanti Ufficiali di Expo Milano 2015. Nel 2019 è stato scelto come uno dei membri del comitato scientifico della III Biennale di Architettura di Pisa “The Time of Water”. 
Migliore è Professore Associato presso il Dipartimento di Design del Politecnico di Milano ed è Chair Professor al College di Design presso la Dongseo University di Pusan, in Corea del Sud.

## Attività di pubblicazione
Ico Migliore ha scritto articoli e saggi per molte riviste italiane e internazionali di architettura e design, come Abitare, Domus, Interni, Wallpaper*, Frame, Axis, Bob e molte altre. 
Ha firmato contributi testuali sull'interior, lo spatial e l'exhibition design, che sono apparsi in molti libri. Contribuisce alla narrazione dell’evoluzione dell’urban e interior design come autore di testi quali: “Time to Exhibit: Directing Spatial Design and New Narrative Pathways” (2019) pubblicato da Franco Angeli; “Drawings by Ico Migliore. Sketches, Sceneries, Maps” (2019) edito da A&C Publishing; “Space Morphing Migliore + Servetto Temporary Architecture” (2007) uscito per Five Continents.

## Progetti principali

### Allestimenti museali
- ADI Design Museum Compasso d’Oro, Milano, 2021
- Museo civico di Storia Naturale di Milano, Sezione "Storia dell'Uomo", Milano (2019), in corso di realizzazione.
- Museo storico e parco del Castello di Miramare, Trieste, Logo e immagine coordinata, (2019)
- Leonardiana Archiviato il 21 maggio 2016 in Internet Archive.. Un museo nuovo", Vigevano, 2016
- Museo egizio, Torino, 2014/2015, Allestimenti sale storiche, Logo e immagine coordinata
- “Egizio aperto! - Cantiere come evento”, Museo egizio, Torino, 2012/2015
- Musei Civici di Pesaro, Palazzo Mosca, Pesaro, 2013
- Museo del Risparmio, per Intesa Sanpaolo, Torino, 2012
- Museo Fryderyk Chopin, Varsavia, 2010

### Mostre personali
Forte di oltre 20 anni di ricerca e sperimentazione nel campo dell'interior e dello spatial design, ha realizzato numerose mostre personali, prevalentemente con Migliore+Servetto, tra cui: 
- “Lightmorphing. From Sign to Scenery” (2019) in Corea del Sud presso la Onground Gallery a Seul e presso la Art SoHyang Gallery a Pusan;
- “Red Light Architecture - Sketches and Notes on Projects” (2018) presso il Dongdaemun Design Plaza (DDP) a Seoul (Corea del Sud);
- “Spacemorphing” a Tokyo, Giappone (2007), Torino, Italia (2008) e Seoul, Corea del Sud (2010).

### Mostre
- A World of Potential, The Human Safety Net c/o Procuratie Vecchie, Venezia, 2022
- Saul Steinberg. Milano New York, Triennale di Milano, 2021
- Achille Castiglioni and Brothers. Master of Italian Design, Seoul Arts Center, Hangaram Art Museum, Seul, 2020
- Padiglione Italia “4 Elements / Taking Care”, XXII Triennale di Milano “Broken Nature: Design Takes on Human Survival”, Triennale di Milano, Milano (2019)
- The Perfect Time per Whirlpool, parte della mostra "Human Spaces" di Interni presso l'Università degli Studi di Milano in occasione del Fuori Salone - (Salone Internazionale del Mobile), Milano, 2019
- Iulm 50. Eredità e Futuro, per IULM, Milano, 2019
- La Magnifica Fabbrica. 240 anni del Teatro alla Scala da Piermarini a Botta, Museo Teatrale alla Scala, Milano, 2019 (con I. Lupi)
- Achille Castiglioni Visionario, M.a.x. museo di Chiasso, 2018
- Coats! Max Mara Seoul 2017, per Max Mara, Dongdaemun Design Plaza (DDP), Seoul, 2017
- Steve Jobs o Visionário, Rio de Janeiro Pier Mauá e São Paulo Museum of Image and Sound, 2017
- Madonna della Misericordia di Piero della Francesca, Palazzo Marino, Milano, 2016
- B&B Italia / The Perfect Density, per B&B Italia, Triennale di Milano, Milano, 2016
- Bellissima. L'Italia dell'alta moda 1945-1968, Villa reale di Monza, 2015
- Shooting Stars, LACMA, Los Angeles, 2015
- Trame – Le forme del rame tra arte contemporanea, design, tecnologia e architettura, Triennale di Milano, Milano, 2014
- Pablo Picasso. Capolavori dal Museo Nazionale Picasso di Parigi, Palazzo Reale, Milano, 2013 (con I.Lupi)
- Constancy & Change in Korean Traditional Craft, Triennale di Milano, Milano, 2013
- Coats! Max Mara 60 Years of Italian Fashion. Mostra itinerante: Berlino Kulturforum (2006), Tokyo Mori Art Museum (2007), Pechino National Art Museum of China (NAMOC) (2008), Mosca State Historical Museum (2012)
- Drawing Dreams: Dante Ferretti, Production Designer, LACMA, Los Angeles, 2002
- Krizia Moving Shapes, Museum of Contemporary Art Tokyo (MOT), 2001 (con I.Lupi)

### Fiere e stand fieristici
- space&interiors, per Made Expo, Milan, 2016 e 2017. Exhibition design dell'intero spazio fieristico e di ogni singolo stand
- Accademia Citterio della Salumeria Italiana, padiglione per Citterio, Expo Milano 2015, Milano, 2015
- Beijing Design Fair, per Rcs MediaGroup, Watertank D·Park 751, Pechino, 2012. Exhibition design dell'intero spazio fieristico e di ogni singolo stand
- Daedalus - 6 Ideas Scattered in a Technological Garden, Seoul Living Design Fair, Seoul, 2009
- stand Fiat, Salone dell'auto di Parigi, Bologna, Ginevra, 2008
- Presentazione Gruppo Charme (Poltrona Frau, Cappellini, Thonet, Gufram), Fuori Salone-Salone Internazionale del Mobile, Milano, 2005
- stand Conai, Ecomondo (Fiera di Rimini), Ipack-Ima (Rho Fiera Milano), Iswa (Fiera di Roma) e Terra Futura (Flirenze). Dal 2003 al 2019

### Design degli interni
- The Home of The Human Safety Net, Procuratie Vecchie, Venezia, 2022
- nuovo quartier generale dmail (gruppo Percassi), Pontassieve (Firenze), 2019
- nuovo Format Store dmail (gruppo Percassi), 2016/2019
- B&B Italia Charles 20º Anniversario, negozio B&B Italia, Milano, 2017
- Mondadori Megastore, Il Centro Shopping Center, Arese, 2016
- nuovo Concept Store Mondadori, per Mondadori, 2015
- nuovo showroom Luceplan, per Luceplan, corso Monforte, Milano, 2014
- SK Promotion Center, per SK Group, Pechino, 2013
- Samsung Design Centre, per Samsung, Milano, 2012
- BTicino Concept Store “Experience Space”, per BTicino, Milano, 2011
- quartier generale Mediabend Capital, per Mediabend-Della Valle Group, New York, 2011
- Banca Popolare Friuladria, Crédit agricole - Self Service Area, per Crédit Agricole FriulAdria S.p.a., Pordenone e Rovigo, 2008
- Residence Desuite, Milano, 2006
- Fay Concept Store, Milano, 2002

### Urban Design
- Waterfront Door / Into the Ocean, Busan (Corea del Sud), 2021
- Blue Line Park, Busan (Corea del Sud), inaugurato ad ottobre del 2020
- Expo Boulevard delle Bandiere e Palo Milano, per Expo Milano 2015, Milano, 2011/2015 (con I. Lupi)
- Torino + Light + Italian Colours, installazione luminosa sulla Mole Antonelliana, 2011/2012 (con I. Lupi)
- City Dressing per il 150º anniversario dell'Unità d'Italia, Torino, 2011
- City Dressing, Milano, 2010
- City Dressing, XXIII Universiadi Invernali, Torino, 2007
- Look of the City, XX Giochi olimpici invernali, Torino, 2006 (con I. Lupi)
- Immagine coordinata e installazioni urbane, Festival Dei Saperi, Pavia, 2006/2008

## Premi e riconoscimenti
- Red Dot Design Award (Ger), 2022 - Communication Design, “The Home of the Human Safety Net”
- Red Dot Design Award (Ger), 2022 - Communication Design, “Waterfront Door / Into the Ocean”
- FX International Interior Design Award (UK), 2021, Miramare New Logo and Identity, Trieste
- XXV Compasso d’Oro ADI (Ita), 2018 - Permanent Exhibition, “Leonardiana. Un museo nuovo”, Vigevano
- Menzione d'onore ADI Compasso d’Oro (Ita), 2018 - Temporary Exhibition, “Moreschi Walking Pleasure”
- German Design Award (Ger), 2018 - Temporary Exhibition, “B&B Italia/The Perfect Density”
- Red Dot Design Award (Ger), 2018 - Communication Design, “Coats! Max Mara, Seoul 2017”
- International Design Award (IDA) (USA), 2016 - Product Design, "i-Mesh Lightweight Diffuser Ceilings"
- Red Dot Design Award (Ger), 2016 - Communication Design, “Bellissima. L’Italia dell’alta moda 1945-1968”
- Red Dot Design Award (Ger), 2016 - Communication Design, “Moreschi Walking Pleasure”
- Red Dot Design Award (Ger), 2016 - Communication Design, “B&B Italia/The Perfect Density”
- Red Dot Design Award (Ger), 2016 - Communication Design, “Pedrali Urban Life”
- Red Dot Design Award (Ger), 2015 - Communication Design, "Pedrali Light Frames"
- XXIII Compasso d’Oro ADI (Ita), 2014 - Event Design, “Slim and White Axolute Code”
- Menzione d'onore ADI Compasso d’Oro (Ita), 2014 - Permanent Exhibition, “Chopin Museum”
- Menzione d'onore ADI Compasso d’Oro (Ita), 2014 - Urban Design, “Torino + Light + Italian Colours”
- FX International Interior Design Award (UK), 2012 - Temporary Exhibition, "A Wheel for Pedrali"
- Menzione d'onore ADI Compasso d’Oro (Ita), 2014 - Temporary Exhibition, “Seeing the Light” The New York Times Style Magazine
- International Design Award (IDA) (USA), 2011 - Temporary Installation, "Torino + Light + Italian Colours"
- FX International Interior Design Award (UK), 2011 - Temporary Exhibition, “Seeing the Light” The New York Times Style Magazine
- Red Dot Design Award (Ger), 2011 - Permanent Exhibition, “Chopin Muzeum”
- Red Dot Design Award (Ger), 2011 - Communication Design, “Bticino Concept Store”
- German Design Award (Ger), 2010 - Urban Design, “Look of the City. XX Giochi Olimpici invernali”
- Red Dot Design Award (Ger), 2009 - Communication Design, “Fiat Exhibition Stand 2008/2009”, Parigi e Ginevra
- Red Dot Design Award (Ger), 2009 - Communication Design, “Seeing the Light” The New York Times Style Magazine
- Red Dot Design Award (Ger), 2009 - Communication Design, “Coats! Max Mara, 55 Years of Italian Fashion” Berlino (Germania), Tokyo (Giappone), Pechino (Cina)
- XXI Compasso d’Oro ADI (Ita), 2008 - Urban Design, “Look of the City. XX Giochi Olimpici invernali”
- Menzione d'onore ADI Compasso d’Oro (Ita), 2008 - Temporary Exhibition, “Wallpaper* Express. Da Pechino a Shanghai con Bombadier”
- Annual Exhibit Design Award (USA), 2006, Wallpaper* Exhibitions 1999/2003
- Asal – Exhibition Design of the Yaer (Ita), 2003 - Temporary Exhibition, Wallpaper* “Urban Addition”

## Vita privata
Il figlio Tommaso è un giocatore di hockey su ghiaccio. La figlia Carola è una schermitrice, specializzata nella spada.